# Liste der Kulturdenkmäler in Lauterbach (Hessen)
Die folgende Liste enthält die in der Denkmaltopographie ausgewiesenen Kulturdenkmäler auf dem Gebiet  der  Stadt Lauterbach, Vogelsbergkreis, Hessen.
Hinweis: Die Reihenfolge der Denkmäler in dieser Liste orientiert sich zunächst an Stadtteilen und anschließend der Anschrift, alternativ ist sie auch nach der Bezeichnung, der vom Landesamt für Denkmalpflege vergebenen Nummer oder der Bauzeit sortierbar.
Kulturdenkmäler werden fortlaufend im Denkmalverzeichnis des Landes Hessen durch das Landesamt für Denkmalpflege Hessen auf Basis des Hessischen Denkmalschutzgesetzes (HDSchG) geführt. Die Schutzwürdigkeit eines Kulturdenkmals hängt nicht von der Eintragung in das Denkmalverzeichnis des Landes Hessen oder der Veröffentlichung in der Denkmaltopographie ab.

Das Vorhandensein oder Fehlen eines Objekts in dieser Liste ist keine rechtsverbindliche Auskunft darüber, ob es Kulturdenkmal ist oder nicht: Diese Liste entspricht möglicherweise nicht dem aktuellen Stand der offiziellen Denkmaltopographie. Diese ist für Hessen in den entsprechenden Bänden der Denkmaltopographie Bundesrepublik Deutschland und im Internet unter DenkXweb – Kulturdenkmäler in Hessen einsehbar. Auch diese Quellen sind, obwohl sie durch das Landesamt für Denkmalpflege Hessen aktualisiert werden, nicht immer aktuell, da es im Denkmalbestand immer wieder Änderungen gibt.
Eine verbindliche Auskunft erteilt allein das Landesamt für Denkmalpflege Hessen.
Nutze diese Kartenansicht, um Koordinaten in der Liste zu setzen. In dieser Kartenansicht sind Kulturdenkmale ohne Koordinaten mit einem roten bzw. orangen Marker dargestellt und können in der Karte gesetzt werden. Kulturdenkmale ohne Bild sind mit einem blauen bzw. roten Marker gekennzeichnet, Kulturdenkmale mit Bild mit einem grünen bzw. orangen Marker.
Die Kulturdenkmäler der einzelnen Ortsteile sind in eigenen Listen enthalten:
- Liste der Kulturdenkmäler in Allmenrod
- Liste der Kulturdenkmäler in Blitzenrod
- Liste der Kulturdenkmäler in Frischborn
- Liste der Kulturdenkmäler in Heblos
- Liste der Kulturdenkmäler in Maar
- Liste der Kulturdenkmäler in Reuters
- Liste der Kulturdenkmäler in Rimlos
- Liste der Kulturdenkmäler in Rudlos
- Liste der Kulturdenkmäler in Sickendorf
- Liste der Kulturdenkmäler in Wallenrod
- Liste der Kulturdenkmäler in Wernges

| Bild                              | Bezeichnung                                                                      | Lage                                                                            | Beschreibung | Bauzeit                | Objekt-Nr. |
| --------------------------------- | -------------------------------------------------------------------------------- | ------------------------------------------------------------------------------- | --- | ---------------------- | ---------- |
|                                   |                                                                                  | Adolf-Spieß-Straße 4 LageFlur: 1, Flurstück: 1275/5                             | | 1908                   | 65668 DDB  |
| weitere Bilder                    | Ehem. katholisches Missionshaus, katholische Kirche, Gartenhaus                  | Adolf-Spieß-Straße 6 LageFlur: 3, Flurstück: 1, 2, 3 und 4                      | | Ende 19. Jahrhundert   | 65670 DDB  |
| weitere Bilder                    |                                                                                  | Adolf-Spieß-Straße 10 LageFlur: 3, Flurstück: 5/1                               | | 1928                   | 65672 DDB  |
|                                   |                                                                                  | Adolf-Spieß-Straße 15 LageFlur: 15, Flurstück: 104/1                            | | 1901 bis 1911          | 65674 DDB  |
|                                   |                                                                                  | Adolf-Spieß-Straße 17 LageFlur: 15, Flurstück: 103                              | | 1903                   | 65676 DDB  |
| weitere Bilder                    | Katasteramt                                                                      | Adolf-Spieß-Straße 28 LageFlur: 3, Flurstück: 62                                | | 1923                   | 65680 DDB  |
| weitere Bilder                    | Ehem. Südbahnhof mit Güterabfertigungshalle                                      | Adolf-Spieß-Straße 36 LageFlur: 15, Flurstück: 207/6 und 207/9                  | | 1901                   | 65682 DDB  |
|                                   |                                                                                  | Adolf-Spieß-Straße 24/26 LageFlur: 3, Flurstück: 70                             | | 1918 bis 1928          | 65678 DDB  |
| weitere Bilder                    |                                                                                  | Alter Steinweg o. Nr. und Alter Steinweg 1 LageFlur: 12, Flurstück: 222 und 223 | | 1800                   | 65684 DDB  |
| weitere Bilder                    |                                                                                  | Alter Steinweg 4 LageFlur: 1, Flurstück: 759/1                                  | | 1900                   | 65686 DDB  |
|                                   |                                                                                  | Alter Steinweg 10 LageFlur: 12, Flurstück: 226/4                                | | Anfang 18. Jahrhundert | 65688 DDB  |
| Ehem. Molkerei                    | Ehem. Molkerei                                                                   | Am Brennerwasser 5 LageFlur: 2, Flurstück: 398                                  | |                        | 65689 DDB  |
|                                   |                                                                                  | Am Eichberg 3 LageFlur: 13, Flurstück: 178/4                                    | | 1911                   | 65695 DDB  |
|                                   |                                                                                  | Am Eichberg 8 LageFlur: 13, Flurstück: 180/2                                    | | 1892                   | 65693 DDB  |
| weitere Bilder                    | Weberei Wenzel und Hoos                                                          | Am Eichberg 14 LageFlur: 13, Flurstück: 195/4                                   | | 1898                   | 65696 DDB  |
| weitere Bilder                    | Wohnhaus                                                                         | Am Eichberg 26 LageFlur: 13, Flurstück: 239                                     | | 1886                   | 65697 DDB  |
|                                   |                                                                                  | Am Eichberg 27 LageFlur: 13, Flurstück: 256/2                                   | | 1904                   | 65699 DDB  |
| weitere Bilder                    | Puppenhaus                                                                       | Am Eichberg 37 LageFlur: 13, Flurstück: 254/16                                  | | 1800                   | 65701 DDB  |
| weitere Bilder                    | Schloss Eichhof                                                                  | Am Eichberg 41 LageFlur: 13, Flurstück: 258/9                                   | | 1899                   | 65703 DDB  |
| weitere Bilder                    | Ehem. Gärtnerhaus des Eichhofs und Teehaus                                       | Am Eichberg 43 LageFlur: 13, Flurstück: 154/8 und 154/9                         | | 1875 bis 1925          | 65705 DDB  |
| weitere Bilder                    |                                                                                  | Am Graben 5 LageFlur: 1, Flurstück: 941/4                                       | | 1725 bis 1775          | 65713 DDB  |
|                                   |                                                                                  | Am Graben 9 LageFlur: 1, Flurstück: 943 und 942/1                               | | 1800                   | 65715 DDB  |
| weitere Bilder                    |                                                                                  | Am Graben 10 LageFlur: 1, Flurstück: 951/3                                      | | 1785                   | 65717 DDB  |
| weitere Bilder                    |                                                                                  | Am Graben 11 LageFlur: 1, Flurstück: 497                                        | | 1695 bis 1705          | 65719 DDB  |
| weitere Bilder                    |                                                                                  | Am Graben 12 LageFlur: 1, Flurstück: 945/1                                      | |                        | 65721 DDB  |
|                                   |                                                                                  | Am Graben 14 LageFlur: 1, Flurstück: 946/1                                      | | Anfang 18. Jahrhundert | 65725 DDB  |
| weitere Bilder                    |                                                                                  | Am Graben 16 LageFlur: 1, Flurstück: 350/1                                      | | Anfang 19. Jahrhundert | 65727 DDB  |
| weitere Bilder                    | Ehem. Diehm’sches Lager- und Faktoreigebäude                                     | Am Graben 18 LageFlur: 1, Flurstück: 351                                        | | 1823                   | 65729 DDB  |
| weitere Bilder                    |                                                                                  | Am Graben 19 LageFlur: 1, Flurstück: 493                                        | | 1725 bis 1775          | 65731 DDB  |
| weitere Bilder                    |                                                                                  | Am Graben 20 LageFlur: 1, Flurstück: 352                                        | | Anfang 19. Jahrhundert | 65733 DDB  |
|                                   |                                                                                  | Am Graben 21 LageFlur: 1, Flurstück: 492                                        | | 1595 bis 1605          | 65735 DDB  |
| Sachteil Haustür                  | Sachteil Haustür                                                                 | Am Graben 22 LageFlur: 1, Flurstück: 353/1                                      | | 1775 bis 1825          | 65737 DDB  |
| weitere Bilder                    |                                                                                  | Am Graben 28 LageFlur: 1, Flurstück: 356                                        | | Anfang 18. Jahrhundert | 65741 DDB  |
|                                   |                                                                                  | Am Graben 30 LageFlur: 1, Flurstück: 357                                        | | Anfang 18. Jahrhundert | 65743 DDB  |
|                                   |                                                                                  | Am Graben 34 LageFlur: 1, Flurstück: 359                                        | | 1900                   | 65745 DDB  |
|                                   |                                                                                  | Am Graben 36 LageFlur: 1, Flurstück: 360                                        | |                        | 65747 DDB  |
| weitere Bilder                    |                                                                                  | Am Graben 41 LageFlur: 1, Flurstück: 472/1                                      | |                        | 65751 DDB  |
| weitere Bilder                    |                                                                                  | Am Graben 43 LageFlur: 1, Flurstück: 469/1                                      | | Ende 19. Jahrhundert   | 65753 DDB  |
|                                   |                                                                                  | Am Graben 44 LageFlur: 1, Flurstück: 364                                        | | 1675 bis 1725          | 65755 DDB  |
| weitere Bilder                    |                                                                                  | Am Graben 45 LageFlur: 1, Flurstück: 468                                        | | 1814                   | 65757 DDB  |
|                                   |                                                                                  | Am Graben 46 LageFlur: 1, Flurstück: 365                                        | | 1725 bis 1775          | 65758 DDB  |
| weitere Bilder                    | Ehem. Spittelsmühle                                                              | Am Graben 50 LageFlur: 1, Flurstück: 379/6 und 397/10                           | | 1549 bis 1599          | 65760 DDB  |
|                                   |                                                                                  | Am Graben 52 LageFlur: 1, Flurstück: 449/1                                      | | 1725 bis 1775          | 65762 DDB  |
|                                   |                                                                                  | Am Graben 54 LageFlur: 1, Flurstück: 448/1                                      | |                        | 65764 DDB  |
| weitere Bilder                    |                                                                                  | Am Graben 59 LageFlur: 1, Flurstück: 456/1                                      | |                        | 65766 DDB  |
|                                   |                                                                                  | Am Graben 60 LageFlur: 1, Flurstück: 409/1                                      | | 1625 bis 1675          | 65768 DDB  |
|                                   |                                                                                  | Am Graben 66 LageFlur: 1, Flurstück: 440/1                                      | | Anfang 18. Jahrhundert | 65770 DDB  |
| weitere Bilder                    |                                                                                  | Am Graben 72 LageFlur: 1, Flurstück: 440/1                                      | | Anfang 18. Jahrhundert | 65774 DDB  |
| weitere Bilder                    |                                                                                  | Am Graben 76 LageFlur: 1, Flurstück: 438/1                                      | | 1725 bis 1775          | 65776 DDB  |
| weitere Bilder                    | Ehem. städtisches Armenhaus                                                      | Am Graben 88 LageFlur: 1, Flurstück: 418                                        | | 1898 bis 1908          | 65778 DDB  |
| weitere Bilder                    |                                                                                  | Am Graben 90 LageFlur: 1, Flurstück: 427/1                                      | | 1795 bis 1805          | 65780 DDB  |
| weitere Bilder                    |                                                                                  | Am Graben 13 und 15 LageFlur: 1, Flurstück: 495 und 496                         | | Anfang 18. Jahrhundert | 65723 DDB  |
| weitere Bilder                    |                                                                                  | Am Graben 23/25 LageFlur: 1, Flurstück: 489/1 und 490/1                         | | 1695 bis 1705          | 65739 DDB  |
| weitere Bilder                    |                                                                                  | Am Graben 40/42 LageFlur: 1, Flurstück: 362 und 363                             | | Anfang 18. Jahrhundert | 65749 DDB  |
| weitere Bilder                    |                                                                                  | Am Graben 68/70 LageFlur: 1, Flurstück: 440/1                                   | | Ende 18. Jahrhundert   | 65772 DDB  |
| weitere Bilder                    | Ankerturm                                                                        | Am Graben o. Nr. LageFlur: 1, Flurstück: 348/2                                  | | Anfang 18. Jahrhundert | 65707 DDB  |
| weitere Bilder                    | Baumeister-Jockel-Brunnen                                                        | Am Graben o. Nr. LageFlur: 1, Flurstück: 1338/21                                | |                        | 65709 DDB  |
| Häs’chesborn                      | Häs’chesborn                                                                     | Am Graben o. Nr. LageFlur: 1, Flurstück: 1340/1                                 | |                        | 65711 DDB  |
|                                   |                                                                                  | Am Högerich 1 LageFlur: 2, Flurstück: 370                                       | | 1935                   | 65782 DDB  |
| weitere Bilder                    | Jüdischer Friedhof                                                               | Am Kalkofen o. Nr. LageFlur: 2, Flurstück: 103                                  | | 1898                   | 65784 DDB  |
| Gartenhaus                        | Gartenhaus                                                                       | Am Kalkofen 10 LageFlur: 2, Flurstück: 78/1                                     | | Anfang 19. Jahrhundert | 65786 DDB  |
|                                   |                                                                                  | Am Kreppelstein 1 LageFlur: 2, Flurstück: 244                                   | | 1929                   | 65788 DDB  |
|                                   |                                                                                  | Am See 3 LageFlur: 1, Flurstück: 502                                            | |                        | 65790 DDB  |
| weitere Bilder                    |                                                                                  | Am See 5 LageFlur: 1, Flurstück: 504                                            | | 1800                   | 65792 DDB  |
| weitere Bilder                    |                                                                                  | Am See 6 LageFlur: 1, Flurstück: 505                                            | | 1725 bis 1775          | 65794 DDB  |
| weitere Bilder                    |                                                                                  | Am See 8 LageFlur: 1, Flurstück: 507                                            | | 1792                   | 65796 DDB  |
| weitere Bilder                    |                                                                                  | Am See 9 LageFlur: 1, Flurstück: 509/1                                          | | 1800                   | 65798 DDB  |
| weitere Bilder                    |                                                                                  | Am See 17 LageFlur: 1, Flurstück: 533                                           | | Anfang 18. Jahrhundert | 65800 DDB  |
|                                   |                                                                                  | Am See 25 LageFlur: 1, Flurstück: 543/3                                         | | 1800                   | 65802 DDB  |
| weitere Bilder                    |                                                                                  | Am See 28 LageFlur: 1, Flurstück: 554/2                                         | | 1800                   | 65804 DDB  |
| weitere Bilder                    |                                                                                  | Am Wörth 1 LageFlur: 1, Flurstück: 1080/1                                       | | 1882                   | 65808 DDB  |
|                                   |                                                                                  | Am Wörth 3 LageFlur: 1, Flurstück: 1081                                         | | 1675 bis 1725          | 65810 DDB  |
|                                   |                                                                                  | Am Wörth 14 LageFlur: 13, Flurstück: 22                                         | | 1775 bis 1825          | 65812 DDB  |
| weitere Bilder                    |                                                                                  | Am Wörth 16 LageFlur: 13, Flurstück: 23                                         | | 1527 bis 1537          | 65814 DDB  |
| weitere Bilder                    |                                                                                  | Am Wörth 17 LageFlur: 1, Flurstück: 1093/2                                      | | 1775 bis 1825          | 65816 DDB  |
|                                   |                                                                                  | Am Wörth 18/20 LageFlur: 13, Flurstück: 24 und 25                               | | Anfang 19. Jahrhundert | 65818 DDB  |
|                                   |                                                                                  | Am Wörth 26 LageFlur: 13, Flurstück: 37/2                                       | | Ende 17. Jahrhundert   | 65820 DDB  |
|                                   |                                                                                  | Am Wörth 28 und 30 LageFlur: 13, Flurstück: 31 und 33/1                         | | 1825 bis 1875          | 65822 DDB  |
| weitere Bilder                    |                                                                                  | Am Wörth 32 LageFlur: 13, Flurstück: 38                                         | Teil der Gesamtanlage I, Altstadt                                                                                                | 1825 bis 1875          | 948885     |
| weitere Bilder                    |                                                                                  | Am Wörth 34 LageFlur: 13, Flurstück: 40/4                                       | | Ende 18. Jahrhundert   | 65826 DDB  |
|                                   |                                                                                  | Am Wörth 42 LageFlur: 13, Flurstück: 45                                         | | 1801                   | 65828 DDB  |
| weitere Bilder                    |                                                                                  | Am Wörth 45 LageFlur: 1, Flurstück: 1115/3                                      | | Anfang 18. Jahrhundert | 65830 DDB  |
| weitere Bilder                    | Obergeschoss des ehem. Türmertores                                               | Am Wörth 46 LageFlur: 13, Flurstück: 47                                         | |                        | 65832 DDB  |
| weitere Bilder                    |                                                                                  | Am Wörth 49 LageFlur: 1, Flurstück: 1129                                        | | 1792                   | 65834 DDB  |
| weitere Bilder                    |                                                                                  | Am Wörth 51 LageFlur: 1, Flurstück: 1127                                        | | 1784                   | 65836 DDB  |
| weitere Bilder                    |                                                                                  | Am Wörth 55 LageFlur: 1, Flurstück: 1123                                        | | 1795 bis 1805          | 65838 DDB  |
|                                   |                                                                                  | Am Wörth 57 LageFlur: 1, Flurstück: 1122                                        | | 1725 bis 1775          | 65840 DDB  |
|                                   |                                                                                  | Am Wörth 61 LageFlur: 1, Flurstück: 1119/1                                      | | 1903                   | 65844 DDB  |
| weitere Bilder                    |                                                                                  | Am Wörth 63 A LageFlur: 13, Flurstück: 53/6                                     | | 1895                   | 65845 DDB  |
| weitere Bilder                    | Ehem. Eichmühle                                                                  | Am Wörth 65 LageFlur: 13, Flurstück: 174/4                                      | | 1775 bis 1825          | 65847 DDB  |
| Bild gesucht BW                   | Gartenhaus                                                                       | Am Wörth o. Nr. LageFlur: 13, Flurstück: 54                                     | | Anfang 20. Jahrhundert | 65806 DDB  |
| Bild gesucht BW                   | Bleichhäuschen                                                                   | Am Wörth o. Nr. (zu 57) LageFlur: 1, Flurstück: 1153/1                          | | 1875 bis 1925          | 65842 DDB  |
|                                   |                                                                                  | An der Kirche 1 LageFlur: 1, Flurstück: 286                                     | | 1694                   | 65850 DDB  |
| weitere Bilder                    |                                                                                  | An der Kirche 2 LageFlur: 1, Flurstück: 285                                     | | 1515 bis 1565          | 65852 DDB  |
| weitere Bilder                    | „Erstes“ Pfarrhaus                                                               | An der Kirche 3 LageFlur: 1, Flurstück: 284/1                                   | | Anfang 17. Jahrhundert | 65854 DDB  |
| weitere Bilder                    | „Zweites“ Pfarrhaus mit Konfirmandensaal                                         | An der Kirche 4 LageFlur: 1, Flurstück: 264 und 265/1                           | | 1695 bis 1705          | 65856 DDB  |
|                                   |                                                                                  | An der Kirche 6 LageFlur: 1, Flurstück: 217                                     | | 1902                   | 65858 DDB  |
| weitere Bilder                    | Adolf-Spieß-Haus                                                                 | An der Kirche 9 LageFlur: 1, Flurstück: 268/2                                   | | 1913                   | 65860 DDB  |
| weitere Bilder                    |                                                                                  | An der Kirche 11 LageFlur: 1, Flurstück: 268/2                                  | | 1495 bis 1505          | 65862 DDB  |
| Ehem. Lateinschule und Schulbogen | Ehem. Lateinschule und Schulbogen                                                | An der Kirche 12-14 LageFlur: 1, Flurstück: 279, 280, 281/1 und 281/2           | | 1581                   | 65864 DDB  |
| weitere Bilder                    | Gedenkstein                                                                      | An der Kirche o. Nr. LageFlur: 1, Flurstück: 1313/5                             | | 1863                   | 65848 DDB  |
|                                   |                                                                                  | An der Ritsch 20 LageFlur: 13, Flurstück: 56/2                                  | | 1935                   | 65866 DDB  |
|                                   |                                                                                  | An der Ritsch 29 LageFlur: 13, Flurstück: 152                                   | | 1933                   | 65868 DDB  |
| Gartenhaus am Alteberg            | Gartenhaus am Alteberg                                                           | Außenliegend 2 LageFlur: 15, Flurstück: 51                                      | | Anfang 19. Jahrhundert | 65870 DDB  |
| weitere Bilder                    | Hainigturm                                                                       | Außenliegend 9 LageFlur: 9, Flurstück: 3/1                                      | | 1882                   | 65872 DDB  |
|                                   |                                                                                  | Bahnhofstraße 8 LageFlur: 1, Flurstück: 302/1                                   | | Ende 18. Jahrhundert   | 65875 DDB  |
|                                   |                                                                                  | Bahnhofstraße 10 LageFlur: 1, Flurstück: 186/1                                  | | Ende 18. Jahrhundert   | 65877 DDB  |
|                                   |                                                                                  | Bahnhofstraße 12 LageFlur: 1, Flurstück: 188                                    | | 1872 bis 1922          | 65879 DDB  |
| weitere Bilder                    |                                                                                  | Bahnhofstraße 24/26 LageFlur: 1, Flurstück: 2/4, 3/3                            | |                        | 65881 DDB  |
| weitere Bilder                    | Sachteil Giebelwand                                                              | Bahnhofstraße 29 LageFlur: 1, Flurstück: 393/3                                  | Existiert nicht mehr, wurde durch Neubau ersetzt.                                                                                | 1675 bis 1725          | 65885 DDB  |
| weitere Bilder                    | Gasthaus und Saalbau Johannesberg                                                | Bahnhofstraße 39 LageFlur: 1, Flurstück: 419/3                                  | | 1861                   | 65887 DDB  |
| Ehem. Brauereigebäude mit Keller  | Ehem. Brauereigebäude mit Keller                                                 | Bahnhofstraße 41 LageFlur: 1, Flurstück: 419/4                                  | | 1889                   | 65889 DDB  |
| weitere Bilder                    | Ehem. Wurstfabrik Duchardt                                                       | Bahnhofstraße 42 LageFlur: 2, Flurstück: 22/6                                   | | 1902                   | 65891 DDB  |
| weitere Bilder                    | Ehem. Reichspostgebäude                                                          | Bahnhofstraße 43 LageFlur: 1, Flurstück: 420/1                                  | | 1888                   | 65893 DDB  |
| weitere Bilder                    | Grabsteine des Alten Friedhofs, ehem. Höhere Bürgerschule, Gymnasium             | Bahnhofstraße 44 LageFlur: 2, Flurstück: 226/5                                  | | 1902                   | 65895 DDB  |
| weitere Bilder                    | Villa Wenzel                                                                     | Bahnhofstraße 45 LageFlur: 1, Flurstück: 421/3                                  | | 1895                   | 65897 DDB  |
| weitere Bilder                    | Ehem. Reichsbankgebäude                                                          | Bahnhofstraße 48 LageFlur: 2, Flurstück: 229/1                                  | | 1903                   | 65899 DDB  |
| weitere Bilder                    | Ehem. Landratsamt                                                                | Bahnhofstraße 49 LageFlur: 2, Flurstück: 231                                    | | 1875                   | 65901 DDB  |
|                                   |                                                                                  | Bahnhofstraße 50 LageFlur: 2, Flurstück: 230/1                                  | | 1897                   | 65903 DDB  |
|                                   |                                                                                  | Bahnhofstraße 51 LageFlur: 2, Flurstück: 232                                    | | 1906                   | 65905 DDB  |
|                                   |                                                                                  | Bahnhofstraße 54 LageFlur: 2, Flurstück: 195                                    | | 1893                   | 65907 DDB  |
|                                   |                                                                                  | Bahnhofstraße 55 LageFlur: 2, Flurstück: 235                                    | | 1935                   | 65909 DDB  |
|                                   |                                                                                  | Bahnhofstraße 56 LageFlur: 2, Flurstück: 194                                    | | 1894                   | 65911 DDB  |
| weitere Bilder                    |                                                                                  | Bahnhofstraße 58 LageFlur: 2, Flurstück: 193                                    | | 1902                   | 65913 DDB  |
| weitere Bilder                    |                                                                                  | Bahnhofstraße 59 LageFlur: 2, Flurstück: 238/3                                  | | 1880 bis 1930          | 66828 DDB  |
|                                   |                                                                                  | Bahnhofstraße 61 LageFlur: 2, Flurstück: 239/1                                  | | 1903                   | 65916 DDB  |
| Ehem. Bezirkssparkasse            | Ehem. Bezirkssparkasse                                                           | Bahnhofstraße 62 LageFlur: 2, Flurstück: 189/2                                  | | 1910                   | 65917 DDB  |
| Sachteil Grundstückseinfriedung   | Sachteil Grundstückseinfriedung                                                  | Bahnhofstraße 64 LageFlur: 2, Flurstück: 188/3                                  | | 1905                   | 65919 DDB  |
| weitere Bilder                    | Villa Siemsen                                                                    | Bahnhofstraße 65 LageFlur: 2, Flurstück: 241                                    | | 1904                   | 65921 DDB  |
| weitere Bilder                    |                                                                                  | Bahnhofstraße 66 LageFlur: 2, Flurstück: 187                                    | | 1899                   | 65923 DDB  |
|                                   |                                                                                  | Bahnhofstraße 67 LageFlur: 2, Flurstück: 242                                    | |                        | 65925 DDB  |
|                                   |                                                                                  | Bahnhofstraße 68 LageFlur: 2, Flurstück: 186                                    | | 1905                   | 65927 DDB  |
| weitere Bilder                    | Finanzamt                                                                        | Bahnhofstraße 69 LageFlur: 2, Flurstück: 243                                    | | 1901                   | 65929 DDB  |
|                                   |                                                                                  | Bahnhofstraße 70 LageFlur: 2, Flurstück: 183/1                                  | | 1897                   | 65931 DDB  |
| weitere Bilder                    | Haus Kramer                                                                      | Bahnhofstraße 72 LageFlur: 2, Flurstück: 182/1                                  | Backsteinbau, erbaut 1892 von Baumeister Kramer aus Fulda. Die Figur stellt den heiligen Simplicius (Wappenfigur von Lauterbach) | 1865 bis 1915          | 65933 DDB  |
|                                   |                                                                                  | Bahnhofstraße 74 LageFlur: 2, Flurstück: 181/1                                  | | 1901                   | 65935 DDB  |
| weitere Bilder                    |                                                                                  | Bahnhofstraße 75 LageFlur: 2, Flurstück: 376/1                                  | | 1947                   | 65937 DDB  |
| Villa Dürbeck                     | Villa Dürbeck                                                                    | Bahnhofstraße 88 LageFlur: 2, Flurstück: 389/3                                  | | 1906                   | 65943 DDB  |
| weitere Bilder                    | Ehem. Papiermühle                                                                | Bahnhofstraße 90 LageFlur: 2, Flurstück: 403/1                                  | | Ende 17. Jahrhundert   | 65945 DDB  |
|                                   |                                                                                  | Bahnhofstraße 95 LageFlur: 5, Flurstück: 177                                    | | 1903                   | 65947 DDB  |
| weitere Bilder                    | Nordbahnhof (Empfangsgebäude, Vorplatz, Güterabfertigungshalle, Fußgängerbrücke) | Bahnhofstraße 102 LageFlur: 2, Flurstück: 459 und 463                           | | 1825 bis 1875          | 65949 DDB  |
|                                   |                                                                                  | Bahnhofstraße 24/26 LageFlur: 2, Flurstück: 2/4 und 3/3                         | | Ende 17. Jahrhundert   | 65881 DDB  |
|                                   |                                                                                  | Bahnhofstraße 28/30 LageFlur: 2, Flurstück: 8 und 9                             | | 1773 bis 1783          | 65883 DDB  |
|                                   |                                                                                  | Bahnhofstraße 78 und 78A LageFlur: 2, Flurstück: 179/1, 179/3                   | | 1907                   | 65939 DDB  |
| Sachteil Grundstückseinfriedung   | Sachteil Grundstückseinfriedung                                                  | Bahnhofstraße 84 und 86 LageFlur: 2, Flurstück: 388/6 und 388/7                 | | 1917 bis 1927          | 65941 DDB  |
| Schlitzer Brücke                  | Schlitzer Brücke                                                                 | Bahnhofstraße o. Nr. LageFlur: 2, Flurstück: 466/3                              | | 1813 bis 1863          | 65874 DDB  |
|                                   |                                                                                  | Bleichstraße 11 LageFlur: 2, Flurstück: 262/1                                   | | 1903                   | 65951 DDB  |
| weitere Bilder                    |                                                                                  | Bleichstraße 12 LageFlur: 2, Flurstück: 287                                     | | 1923                   | 65953 DDB  |
| weitere Bilder                    | Burgbrunnen und Plastiken                                                        | Burg o. Nr. LageFlur: 1, Flurstück: 141/1, 142/2 und 144/1                      | | 1695 bis 1705          | 65955 DDB  |
| weitere Bilder                    | Burgschloss                                                                      | Burg 1 LageFlur: 1, Flurstück: 142/2                                            | | 1659 bis 1709          | 65957 DDB  |
| weitere Bilder                    | Wirtschaftsgebäude und Gerichtstürmchen                                          | Burg 2 LageFlur: 1, Flurstück: 142/2                                            | | Ende 17. Jahrhundert   | 65958 DDB  |
| Burgwirtschaft mit Tor            | Burgwirtschaft mit Tor                                                           | Burg 3 LageFlur: 1, Flurstück: 139                                              | | 1804                   | 65960 DDB  |
| Ehem. Pächterhaus                 | Ehem. Pächterhaus                                                                | Burg 4 LageFlur: 1, Flurstück: 140                                              | | 1680                   | 65962 DDB  |
|                                   |                                                                                  | Burg 5 LageFlur: 1, Flurstück: 142/2                                            | | 1640                   | 65964 DDB  |
| Burggarten und Burgvilla          | Burggarten und Burgvilla                                                         | Burg 6 LageFlur: 1, Flurstück: 142/1, 146/1, 146/4, 213/1                       | | 1897                   | 65966 DDB  |
|                                   |                                                                                  | Cent 3 LageFlur: 1, Flurstück: 224/1                                            | |                        | 65968 DDB  |
|                                   |                                                                                  | Cent 4 LageFlur: 1, Flurstück: 1265/4                                           | | Ende 19. Jahrhundert   | 65970 DDB  |
| Burgbrauerei                      | Burgbrauerei                                                                     | Cent 6/8 LageFlur: 1, Flurstück: 1293/3                                         | | 1865                   | 65972 DDB  |
|                                   |                                                                                  | Cent 9 LageFlur: 2, Flurstück: 61                                               | | Anfang 19. Jahrhundert | 65974 DDB  |
| weitere Bilder                    | Sog. Bauhof                                                                      | Cent 21 LageFlur: 2, Flurstück: 59/1                                            | | 1821                   | 65975 DDB  |
| Ehem. Gartenhaus                  | Ehem. Gartenhaus                                                                 | Cent 25 LageFlur: 2, Flurstück: 65/3                                            | | 1824                   | 65977 DDB  |
| weitere Bilder                    |                                                                                  | Cent 35 LageFlur: 2, Flurstück: 113                                             | | 1936                   | 65979 DDB  |
| weitere Bilder                    | Steinmühle                                                                       | Cent 61/63 LageFlur: 2, Flurstück: 439/1, 440, 441 und 547                      | | Anfang 18. Jahrhundert | 65981 DDB  |
| Gartenhaus                        | Gartenhaus                                                                       | Ebelstraße 3 LageFlur: 6, Flurstück: 163/1                                      | | 1795 bis 1805          | 65983 DDB  |
| weitere Bilder                    | Ehem. Stadtpalais Hohhaus                                                        | Eisenbacher Tor 1 und 3 LageFlur: 1, Flurstück: 991, 1002 und 1003              | | 1770                   | 65985 DDB  |
| weitere Bilder                    |                                                                                  | Eisenbacher Tor 2 LageFlur: 1, Flurstück: 989/1                                 | | 1602                   | 65987 DDB  |
|                                   |                                                                                  | Eisenbacher Tor 4 LageFlur: 1, Flurstück: 988/1                                 | | 1818                   | 65989 DDB  |
| weitere Bilder                    | Café Stöhr                                                                       | Eisenbacher Tor 5 LageFlur: 1, Flurstück: 992 und 993                           | | 1707                   | 65991 DDB  |
|                                   |                                                                                  | Eisenbacher Tor 7 LageFlur: 1, Flurstück: 995                                   | | 1695 bis 1705          | 65993 DDB  |
|                                   |                                                                                  | Eisenbacher Tor 9 LageFlur: 1, Flurstück: 996                                   | | Anfang 19. Jahrhundert | 65995 DDB  |
| Ehem. städtisches Backhaus        | Ehem. städtisches Backhaus                                                       | Eisenbacher Tor 11 LageFlur: 1, Flurstück: 997                                  | | 1718                   | 65997 DDB  |
|                                   |                                                                                  | Entenberg 2 LageFlur: 1, Flurstück: 933/2                                       | | Ende 16. Jahrhundert   | 65999 DDB  |
| weitere Bilder                    |                                                                                  | Entenberg 3 LageFlur: 1, Flurstück: 934/2                                       | | Anfang 18. Jahrhundert | 66001 DDB  |
| weitere Bilder                    |                                                                                  | Entenberg 4 LageFlur: 1, Flurstück: 937/1                                       | | 1745 bis 1755          | 66003 DDB  |
|                                   |                                                                                  | Entenberg 6 LageFlur: 1, Flurstück: 938/1                                       | | Anfang 18. Jahrhundert | 66005 DDB  |
| weitere Bilder                    |                                                                                  | Eselswörth 10 LageFlur: 1, Flurstück: 627/5                                     | | 1717                   | 66007 DDB  |
| Ehem. Schützenhaus                | Ehem. Schützenhaus                                                               | Eselswörth 12 LageFlur: 1, Flurstück: 625/1                                     | | 1714                   | 66009 DDB  |
|                                   |                                                                                  | Friedrich-Ludwig-Jahn-Straße 4 LageFlur: 2, Flurstück: 108/4                    | | 1927                   | 66011 DDB  |
|                                   |                                                                                  | Gartenstraße 14 LageFlur: 2, Flurstück: 72                                      | | 1913                   | 66013 DDB  |
| weitere Bilder                    | Friedhof                                                                         | Gartenstraße 22, 24 und 26 LageFlur: 2, Flurstück: 98/3                         | | 1572                   | 66015 DDB  |
| weitere Bilder                    | Gesamtanlage                                                                     | Gesamtanlage I, Altstadt Lage                                                   | |                        | 65647 DDB  |
| Bild gesucht BW                   | Gesamtanlage                                                                     | Gesamtanlage II, nordöstliche Stadterweiterung Lage                             | |                        | 65652 DDB  |
| Bild gesucht BW                   | Gesamtanlage                                                                     | Gesamtanlage III, Nordbahnhof/Schlitzer Straße Lage                             | |                        | 65654 DDB  |
| Bild gesucht BW                   | Gesamtanlage                                                                     | Gesamtanlage IV, äußere Lindenstraße Lage                                       | |                        | 65656 DDB  |
| Bild gesucht BW                   | Gesamtanlage                                                                     | Gesamtanlage V, äußere Hainigstraße Lage                                        | |                        | 65658 DDB  |
| Bild gesucht BW                   | Gesamtanlage                                                                     | Gesamtanlage VI, südliche Stadterweiterung Lage                                 | |                        | 65660 DDB  |
| Bild gesucht BW                   | Gesamtanlage                                                                     | Gesamtanlage VII A und VII B, westliche Stadterweiterung Lage                   | |                        | 65662 DDB  |
| Bild gesucht BW                   | Gesamtanlage                                                                     | Gesamtanlage VIII, Gartenstraße Lage                                            | |                        | 65664 DDB  |
| Bild gesucht BW                   | Gesamtanlage                                                                     | Gesamtanlage IX, LADAFA-Kolonie Lage                                            | |                        | 65666 DDB  |
| Postgebäude                       | Postgebäude                                                                      | Goldhelg 16 LageFlur: 2, Flurstück: 225                                         | | 1937                   | 66018 DDB  |
| Ehem. Landwirtschaftsschule       | Ehem. Landwirtschaftsschule                                                      | Goldhelg 20 LageFlur: 2, Flurstück: 215/3                                       | | 1926 bis 1976          | 66020 DDB  |
| weitere Bilder                    |                                                                                  | Hainigstraße 2 LageFlur: 1, Flurstück: 499/1                                    | | 1713                   | 66022 DDB  |
|                                   |                                                                                  | Hainigstraße 4 LageFlur: 1, Flurstück: 602/1                                    | | 1812                   | 66024 DDB  |
| weitere Bilder                    |                                                                                  | Hainigstraße 19 LageFlur: 1, Flurstück: 677                                     | | 1790                   | 66026 DDB  |
|                                   |                                                                                  | Hainigstraße 21 LageFlur: 1, Flurstück: 676/1                                   | | Anfang 19. Jahrhundert | 66028 DDB  |
| weitere Bilder                    |                                                                                  | Hainigstraße 23 LageFlur: 1, Flurstück: 674/1                                   | | Anfang 18. Jahrhundert | 66030 DDB  |
| weitere Bilder                    |                                                                                  | Hainigstraße 30 LageFlur: 6, Flurstück: 160/3                                   | | 1903                   | 66032 DDB  |
| weitere Bilder                    |                                                                                  | Hainigstraße 33 LageFlur: 8, Flurstück: 4                                       | | 1909                   | 66034 DDB  |
| weitere Bilder                    |                                                                                  | Hainigstraße 39 LageFlur: 8, Flurstück: 9                                       | | Ende 18. Jahrhundert   | 66038 DDB  |
|                                   |                                                                                  | Hainigstraße 40 LageFlur: 6, Flurstück: 171/2                                   | | 1914                   | 66036 DDB  |
| weitere Bilder                    |                                                                                  | Hainigstraße 43 LageFlur: 8, Flurstück: 12                                      | | 1897                   | 66040 DDB  |
| weitere Bilder                    |                                                                                  | Hainigstraße 47 LageFlur: 8, Flurstück: 13                                      | | 1904                   | 66042 DDB  |
| Gartenhaus                        | Gartenhaus                                                                       | Hermann-Walz-Straße 2 LageFlur: 2, Flurstück: 55                                | | 1825 bis 1875          | 66044 DDB  |
|                                   |                                                                                  | Hinter dem Spittel 4 LageFlur: 1, Flurstück: 1077/3                             | | Ende 18. Jahrhundert   | 66046 DDB  |
|                                   |                                                                                  | Hinter dem Spittel 8 LageFlur: 1, Flurstück: 1074/2                             | | 1705                   | 66048 DDB  |
|                                   |                                                                                  | Hinter dem Spittel 10 LageFlur: 1, Flurstück: 1071/1                            | | Anfang 18. Jahrhundert | 66050 DDB  |
|                                   |                                                                                  | Hinter dem Spittel 12 LageFlur: 1, Flurstück: 1069/1                            | | 1800                   | 66052 DDB  |
| weitere Bilder                    |                                                                                  | Hinter dem Spittel 14 LageFlur: 1, Flurstück: 1066/3                            | | 1725 bis 1775          | 66054 DDB  |
| weitere Bilder                    | Ehem. städtisches Elektrizitätswerk                                              | Hinter dem Spittel 15 LageFlur: 1, Flurstück: 1036/8                            | | 1899                   | 66056 DDB  |
| Ehem. städtische Badeanstalt      | Ehem. städtische Badeanstalt                                                     | Hinter dem Spittel 17 LageFlur: 1, Flurstück: 1036/8                            | | 1901                   | 66058 DDB  |
|                                   |                                                                                  | Hinter der Burg 26 LageFlur: 2, Flurstück: 18                                   | | 1893                   | 66060 DDB  |
|                                   |                                                                                  | Hinter der Langgasse 1 LageFlur: 1, Flurstück: 900                              | | 1795 bis 1805          | 66064 DDB  |
| weitere Bilder                    |                                                                                  | Hinter der Langgasse 2 LageFlur: 1, Flurstück: 922                              | | 1893                   | 66066 DDB  |
| weitere Bilder                    |                                                                                  | Hinter der Langgasse 4 LageFlur: 1, Flurstück: 902                              | | 1795                   | 66068 DDB  |
| weitere Bilder                    | Uferbebauung und Gärten(gegenüber Nr. 10)                                        | Hinter der Langgasse o. Nr. LageFlur: 1, Flurstück: 919, 920 und 921/1          | |                        | 66062 DDB  |
| weitere Bilder                    |                                                                                  | Hintergasse 2 LageFlur: 1, Flurstück: 215                                       | | 1631 bis 1681          | 66070 DDB  |
| weitere Bilder                    |                                                                                  | Hintergasse 3 LageFlur: 1, Flurstück: 309/7                                     | | 1831 bis 1881          | 66072 DDB  |
| Ehem. Riedeselisches Archiv       | Ehem. Riedeselisches Archiv                                                      | Hintergasse 4 LageFlur: 1, Flurstück: 214/2                                     | | Anfang 19. Jahrhundert | 66074 DDB  |
| weitere Bilder                    |                                                                                  | Hintergasse 7 LageFlur: 1, Flurstück: 305/4                                     | | 1795 bis 1805          | 66078 DDB  |
|                                   |                                                                                  | Hintergasse 12 LageFlur: 1, Flurstück: 198/1                                    | | 1725 bis 1775          | 66076 DDB  |
| weitere Bilder                    |                                                                                  | Hintergasse 14 LageFlur: 1, Flurstück: 197/1                                    | | 1725 bis 1775          | 66080 DDB  |
| weitere Bilder                    |                                                                                  | Hintergasse 16 LageFlur: 1, Flurstück: 196                                      | | Ende 17. Jahrhundert   | 66082 DDB  |
|                                   |                                                                                  | Hintergasse 18 LageFlur: 1, Flurstück: 192, 194                                 | | Ende 18. Jahrhundert   | 66084 DDB  |
|                                   |                                                                                  | Hochstraße 9 LageFlur: 6, Flurstück: 197                                        | | 1936                   | 66086 DDB  |
|                                   |                                                                                  | Hohe Bergstraße 19 und Hohe Bergstraße 27 LageFlur: 6, Flurstück: 223/3 und 226 | | 1930                   | 66088 DDB  |
| Gartenhaus                        | Gartenhaus                                                                       | In der Bußecke 8 LageFlur: 12, Flurstück: 188/2                                 | | 1800                   | 66090 DDB  |
| weitere Bilder                    |                                                                                  | Karlstraße 3 LageFlur: 8, Flurstück: 18/1                                       | | 1932 bis 1942          | 66092 DDB  |
| Plastik „Adam“                    | Plastik „Adam“                                                                   | Karlstraße o. Nr. (neben Nr. 27) LageFlur: 12, Flurstück: 163/3 und 163/4       | | 1961                   | 66094 DDB  |
| Bild gesucht BW                   | Sachteil Verhandlungssaal des Amtsgerichtes                                      | Königsberger Straße 8 LageFlur: 12, Flurstück: 216/4                            | | 1955 bis 1965          | 66096 DDB  |
|                                   |                                                                                  | Landsknechtsweg 2 LageFlur: 1, Flurstück: 321/2                                 | | 1745 bis 1755          | 66098 DDB  |
|                                   |                                                                                  | Langgasse 2 LageFlur: 1, Flurstück: 682                                         | | Anfang 19. Jahrhundert | 66100 DDB  |
| weitere Bilder                    |                                                                                  | Langgasse 3 LageFlur: 1, Flurstück: 891                                         | | 1793                   | 66102 DDB  |
| weitere Bilder                    |                                                                                  | Langgasse 4 LageFlur: 1, Flurstück: 684/1                                       | | Ende 16. Jahrhundert   | 66104 DDB  |
| weitere Bilder                    |                                                                                  | Langgasse 5 LageFlur: 1, Flurstück: 890                                         | | 1812                   | 66106 DDB  |
|                                   |                                                                                  | Langgasse 6 LageFlur: 1, Flurstück: 686                                         | | 1745 bis 1755          | 66107 DDB  |
| weitere Bilder                    |                                                                                  | Langgasse 7, Langgasse 9, Langgasse 11 LageFlur: 1, Flurstück: 889/3, 888, 909  | | 1895                   | 66109 DDB  |
| weitere Bilder                    |                                                                                  | Langgasse 21 LageFlur: 1, Flurstück: 882                                        | | Anfang 19. Jahrhundert | 66111 DDB  |
| weitere Bilder                    | Ehem. Högerichs- oder Ungemachsmühle                                             | Lauterstraße 3 LageFlur: 2, Flurstück: 294/2                                    | | 1692                   | 66113 DDB  |
| Gartenhaus                        | Gartenhaus                                                                       | Lessingstraße 3 LageFlur: 1, Flurstück: 1275/2                                  | | Anfang 19. Jahrhundert | 66115 DDB  |
| Sachteil Haustür                  | Sachteil Haustür                                                                 | Lindenstraße 4 LageFlur: 1, Flurstück: 609/7                                    | | 1800                   | 66119 DDB  |
| weitere Bilder                    |                                                                                  | Lindenstraße 16 LageFlur: 1, Flurstück: 590/1                                   | | Anfang 18. Jahrhundert | 66121 DDB  |
|                                   |                                                                                  | Lindenstraße 25 LageFlur: 1, Flurstück: 650/4                                   | | Anfang 18. Jahrhundert | 66123 DDB  |
| Sachteil Relief                   | Sachteil Relief                                                                  | Lindenstraße 26 LageFlur: 1, Flurstück: 583/2                                   | | 18. Jahrhundert        | 66125 DDB  |
| weitere Bilder                    | Sachteil Freitreppe                                                              | Lindenstraße 30 LageFlur: 1, Flurstück: 581                                     | | 1800                   | 66127 DDB  |
| weitere Bilder                    |                                                                                  | Lindenstraße 33 LageFlur: 1, Flurstück: 618                                     | | Ende 18. Jahrhundert   | 66129 DDB  |
| weitere Bilder                    |                                                                                  | Lindenstraße 38 LageFlur: 1, Flurstück: 554/2                                   | | 1800                   | 66131 DDB  |
|                                   |                                                                                  | Lindenstraße 53 LageFlur: 1, Flurstück: 623                                     | | 1800                   | 66133 DDB  |
|                                   |                                                                                  | Lindenstraße 55 LageFlur: 1, Flurstück: 624/1                                   | | 1900                   | 66137 DDB  |
| weitere Bilder                    |                                                                                  | Lindenstraße 73 LageFlur: 6, Flurstück: 98/3                                    | | 1904                   | 66139 DDB  |
|                                   |                                                                                  | Lindenstraße 111 LageFlur: 6, Flurstück: 20                                     | | 1926                   | 66141 DDB  |
| Pumpbrunnen                       | Pumpbrunnen                                                                      | Lindenstraße o. Nr. LageFlur: 1, Flurstück: 1344/8                              | | Ende 19. Jahrhundert   | 66117 DDB  |
|                                   |                                                                                  | Löbersgasse 9 LageFlur: 1, Flurstück: 593                                       | | 1800                   | 66143 DDB  |
|                                   |                                                                                  | Löbersgasse 12 LageFlur: 1, Flurstück: 513                                      | | Ende 18. Jahrhundert   | 66145 DDB  |
| weitere Bilder                    |                                                                                  | Löbersgasse 22 LageFlur: 1, Flurstück: 575/1                                    | | 1725 bis 1775          | 66147 DDB  |
| weitere Bilder                    | Ehem. Stadtmühle                                                                 | Marktplatz 1 LageFlur: 1, Flurstück: 963                                        | | 1628                   | 66149 DDB  |
| weitere Bilder                    |                                                                                  | Marktplatz 2 LageFlur: 1, Flurstück: 274                                        | | Ende 16. Jahrhundert   | 66150 DDB  |
| weitere Bilder                    |                                                                                  | Marktplatz 4 LageFlur: 1, Flurstück: 276/4                                      | | 1815 bis 1825          | 66152 DDB  |
| weitere Bilder                    | Ehem. städtisches Brauhaus                                                       | Marktplatz 5 LageFlur: 1, Flurstück: 958                                        | | 1667                   | 66154 DDB  |
|                                   |                                                                                  | Marktplatz 6 LageFlur: 1, Flurstück: 277/1                                      | | Anfang 15. Jahrhundert | 66156 DDB  |
| Ehem. Stadtschreiberhaus          | Ehem. Stadtschreiberhaus                                                         | Marktplatz 7 LageFlur: 1, Flurstück: 957/1                                      | | 1784                   | 66158 DDB  |
|                                   |                                                                                  | Marktplatz 8 LageFlur: 1, Flurstück: 278/3                                      | | 1692                   | 66160 DDB  |
|                                   |                                                                                  | Marktplatz 9 LageFlur: 1, Flurstück: 956/1                                      | | 1725 bis 1775          | 66162 DDB  |
| weitere Bilder                    | Evangelische Stadtkirche                                                         | Marktplatz 10 LageFlur: 1, Flurstück: 282                                       | | Anfang 13. Jahrhundert | 66164 DDB  |
|                                   |                                                                                  | Marktplatz 11 LageFlur: 1, Flurstück: 955/4                                     | | 1820                   | 66166 DDB  |
| weitere Bilder                    |                                                                                  | Marktplatz 12 LageFlur: 1, Flurstück: 287                                       | | 1743                   | 66168 DDB  |
|                                   |                                                                                  | Marktplatz 13 LageFlur: 1, Flurstück: 954                                       | | Ende 16. Jahrhundert   | 66170 DDB  |
| weitere Bilder                    | Rathaus                                                                          | Marktplatz 14 LageFlur: 1, Flurstück: 289/2                                     | | 1871                   | 66172 DDB  |
| Ehem. Kaufhaus Alt                | Ehem. Kaufhaus Alt                                                               | Marktplatz 15 LageFlur: 1, Flurstück: 952/1                                     | | 1906                   | 66174 DDB  |
| weitere Bilder                    |                                                                                  | Marktplatz 16 LageFlur: 1, Flurstück: 290/5                                     | | 1855                   | 66176 DDB  |
| weitere Bilder                    |                                                                                  | Marktplatz 18 LageFlur: 1, Flurstück: 290/5                                     | | 1890                   | 66178 DDB  |
| weitere Bilder                    |                                                                                  | Marktplatz 20 LageFlur: 1, Flurstück: 292/17                                    | | 1563                   | 66180 DDB  |
|                                   |                                                                                  | Marktplatz 21 LageFlur: 1, Flurstück: 947                                       | | 1765                   | 66182 DDB  |
|                                   |                                                                                  | Marktplatz 23 LageFlur: 1, Flurstück: 348/1                                     | | 1881                   | 66186 DDB  |
|                                   |                                                                                  | Marktplatz 25 LageFlur: 1, Flurstück: 347                                       | | Anfang 19. Jahrhundert | 66188 DDB  |
|                                   |                                                                                  | Marktplatz 27 LageFlur: 1, Flurstück: 346                                       | | 1823                   | 66190 DDB  |
| weitere Bilder                    | Ehem. Fräuleinwirtshaus                                                          | Marktplatz 28 LageFlur: 1, Flurstück: 296                                       | | Ende 18. Jahrhundert   | 66192 DDB  |
|                                   |                                                                                  | Marktplatz 31 LageFlur: 1, Flurstück: 344                                       | | Anfang 17. Jahrhundert | 66194 DDB  |
| weitere Bilder                    |                                                                                  | Marktplatz 32 LageFlur: 1, Flurstück: 298/3                                     | | 2008                   | 66196 DDB  |
|                                   |                                                                                  | Marktplatz 33 LageFlur: 1, Flurstück: 343                                       | | 1725 bis 1775          | 66198 DDB  |
|                                   |                                                                                  | Marktplatz 37 LageFlur: 1, Flurstück: 339 und 340/1                             | | 1525 bis 1575          | 66200 DDB  |
|                                   |                                                                                  | Marktplatz 39 LageFlur: 1, Flurstück: 337/1                                     | | 1691                   | 66202 DDB  |
| Ehem. Hotel Schüz                 | Ehem. Hotel Schüz                                                                | Marktplatz 41 LageFlur: 1, Flurstück: 335/1                                     | |                        | 66204 DDB  |
|                                   |                                                                                  | Marktplatz 43 LageFlur: 1, Flurstück: 334                                       | | 1656                   | 66206 DDB  |
|                                   |                                                                                  | Marktplatz 22/24 LageFlur: 1, Flurstück: 294/4                                  | | Anfang 17. Jahrhundert | 66184 DDB  |
| Stellwerk                         | Stellwerk                                                                        | Mühlweg o. Nr. (gegenüber Nr. 1) LageFlur: 5, Flurstück: 201/1                  | | 1925 bis 1935          | 66208 DDB  |
|                                   |                                                                                  | Mühlweg 7 LageFlur: 5, Flurstück: 168                                           | | 1930                   | 66210 DDB  |
| Ehem. Untere Schlagmühle          | Ehem. Untere Schlagmühle                                                         | Mühlweg 9 LageFlur: 5, Flurstück: 162                                           | |                        | 66212 DDB  |
| weitere Bilder                    | Denkmal für den Krieg von 1870/71                                                | Obergasse o. Nr. LageFlur: 1, Flurstück: 1383/9                                 | | 1907                   | 66214 DDB  |
| weitere Bilder                    | Sparkasse                                                                        | Obergasse 2 LageFlur: 1, Flurstück: 1009/1                                      | | Ende 19. Jahrhundert   | 66216 DDB  |
|                                   |                                                                                  | Obergasse 3 LageFlur: 1, Flurstück: 271                                         | | Ende 16. Jahrhundert   | 66218 DDB  |
|                                   |                                                                                  | Obergasse 5 LageFlur: 1, Flurstück: 270/1                                       | | Ende 17. Jahrhundert   | 66220 DDB  |
| weitere Bilder                    |                                                                                  | Obergasse 6 LageFlur: 1, Flurstück: 1009/1                                      | | Anfang 18. Jahrhundert | 66222 DDB  |
|                                   |                                                                                  | Obergasse 7 LageFlur: 1, Flurstück: 270/2                                       | | 1865                   | 66224 DDB  |
| Lauterbach                        | Lauterbach                                                                       | Obergasse 9 LageFlur: 1, Flurstück: 252                                         | | Anfang 18. Jahrhundert | 66226 DDB  |
| weitere Bilder                    | Hohhaus-Museum, Gärtnerhaus                                                      | Obergasse 12 LageFlur: 1, Flurstück: 1004                                       | | Ende 18. Jahrhundert   | 66228 DDB  |
| weitere Bilder                    |                                                                                  | Obergasse 18 LageFlur: 1, Flurstück: 1018/7                                     | | 1725 bis 1775          | 66230 DDB  |
|                                   |                                                                                  | Obergasse 23 LageFlur: 1, Flurstück: 250/1                                      | |                        | 66232 DDB  |
|                                   |                                                                                  | Obergasse 24 LageFlur: 1, Flurstück: 1022/1                                     | |                        | 66234 DDB  |
| weitere Bilder                    |                                                                                  | Obergasse 26 LageFlur: 1, Flurstück: 1023/8                                     | | Anfang 17. Jahrhundert | 66236 DDB  |
|                                   |                                                                                  | Obergasse 30 LageFlur: 1, Flurstück: 1025/3                                     | | 1899                   | 66830 DDB  |
| weitere Bilder                    |                                                                                  | Obergasse 32 LageFlur: 1, Flurstück: 1026/5                                     | | Ende 18. Jahrhundert   | 66239 DDB  |
| weitere Bilder                    |                                                                                  | Obergasse 33 LageFlur: 1, Flurstück: 246                                        | | Ende 16. Jahrhundert   | 66241 DDB  |
|                                   |                                                                                  | Obergasse 34 LageFlur: 1, Flurstück: 1029/3                                     | | Ende 17. Jahrhundert   | 66243 DDB  |
| weitere Bilder                    |                                                                                  | Obergasse 36 LageFlur: 1, Flurstück: 1030/3                                     | | 1725 bis 1775          | 66245 DDB  |
| weitere Bilder                    | Sachteil Haustür                                                                 | Obergasse 38 LageFlur: 1, Flurstück: 1031/3                                     | |                        | 66247 DDB  |
| weitere Bilder                    | Goldener Esel                                                                    | Obergasse 44 LageFlur: 1, Flurstück: 1034/2                                     | | 1806                   | 66249 DDB  |
|                                   |                                                                                  | Obergasse 47 LageFlur: 1, Flurstück: 227                                        | | 1895 bis 1905          | 66251 DDB  |
| weitere Bilder                    | Seebrücke                                                                        | Ohne Anschrift (Lauter) LageFlur: 1, Flurstück: 1341/5                          | | 1911                   | 66253 DDB  |
| weitere Bilder                    | Umspannwerk                                                                      | Rimloser Straße 29/31 LageFlur: 15, Flurstück: 126/3                            | | 1929                   | 66255 DDB  |
| weitere Bilder                    | Ehemaliges Krankenhaus mit Nebengebäude                                          | Rockelsgasse 17 und 17C LageFlur: 1, Flurstück: 1257/9                          | | 1805 bis 1855          | 66257 DDB  |
| weitere Bilder                    |                                                                                  | Rockelsgasse 24 LageFlur: 1, Flurstück: 1064/2                                  | | Anfang 18. Jahrhundert | 66258 DDB  |
| weitere Bilder                    |                                                                                  | Rockelsgasse 28 LageFlur: 1, Flurstück: 1130/1                                  | | Anfang 18. Jahrhundert | 66833 DDB  |
| weitere Bilder                    |                                                                                  | Rockelsgasse 34 LageFlur: 1, Flurstück: 1135/1                                  | | Ende 18. Jahrhundert   | 66260 DDB  |
|                                   |                                                                                  | Rockelsgasse 40 LageFlur: 1, Flurstück: 1141/1                                  | | 1675 bis 1725          | 66262 DDB  |
|                                   |                                                                                  | Rockelsgasse 44 LageFlur: 1, Flurstück: 1145/2                                  | | 1795 bis 1805          | 66264 DDB  |
|                                   |                                                                                  | Rockelsgasse 56 LageFlur: 13, Flurstück: 81/3                                   | | Anfang 19. Jahrhundert | 66266 DDB  |
|                                   |                                                                                  | Rudloser Weg 4 LageFlur: 1, Flurstück: 702/2                                    | | Anfang 18. Jahrhundert | 66268 DDB  |
| weitere Bilder                    |                                                                                  | Rudloser Weg 11 LageFlur: 8, Flurstück: 1                                       | |                        | 66270 DDB  |
|                                   |                                                                                  | Rudloser Weg 13 LageFlur: 8, Flurstück: 2                                       | | Ende 18. Jahrhundert   | 66272 DDB  |
| weitere Bilder                    |                                                                                  | Schillerstraße 10 LageFlur: 3, Flurstück: 13                                    | | 1928                   | 66274 DDB  |
|                                   |                                                                                  | Schillerstraße 16 LageFlur: 3, Flurstück: 25/2                                  | | 1927                   | 66276 DDB  |
| Diakoniestation                   | Diakoniestation                                                                  | Schlitzer Straße 2 LageFlur: 2, Flurstück: 395                                  | | 1871                   | 66278 DDB  |
|                                   |                                                                                  | Schlitzer Straße 3 LageFlur: 5, Flurstück: 175                                  | ehemaliges Sechsfamilienhaus für Eisenbahner                                                                                     | 1905 bis 1915          | 66280 DDB  |
| Gasthof                           | Gasthof                                                                          | Schlitzer Straße 4 LageFlur: 2, Flurstück: 394                                  | | 1903                   | 66282 DDB  |
|                                   |                                                                                  | Schlitzer Straße 5 LageFlur: 5, Flurstück: 174/1                                | | 1907                   | 66284 DDB  |
| weitere Bilder                    |                                                                                  | Stadtmauer LageFlur: 1, Flurstück:                                              | | 1261 bis 1271          | 66288 DDB  |
| weitere Bilder                    |                                                                                  | Steinweg 2 LageFlur: 1, Flurstück: 775                                          | | 1675 bis 1725          | 66290 DDB  |
|                                   |                                                                                  | Steinweg 4 LageFlur: 1, Flurstück: 776/3                                        | | 1866                   | 66292 DDB  |
| weitere Bilder                    |                                                                                  | Steinweg 11 LageFlur: 13, Flurstück: 11                                         | | 1935                   | 66294 DDB  |
| weitere Bilder                    |                                                                                  | Steinweg 12 LageFlur: 1, Flurstück: 786/2                                       | | Anfang 18. Jahrhundert | 66296 DDB  |
| weitere Bilder                    |                                                                                  | Steinweg 13 LageFlur: 13, Flurstück: 10/4                                       | | 1725 bis 1775          | 66298 DDB  |
| Sachteil Ladenfenster             | Sachteil Ladenfenster                                                            | Steinweg 20 LageFlur: 1, Flurstück: 793/1                                       | | Ende 19. Jahrhundert   | 66300 DDB  |
| weitere Bilder                    |                                                                                  | Steinweg 24 LageFlur: 1, Flurstück: 797/1                                       | | 1725 bis 1775          | 66301 DDB  |
| weitere Bilder                    |                                                                                  | Steinweg 25 LageFlur: 13, Flurstück: 3                                          | | Ende 19. Jahrhundert   | 66303 DDB  |
| Ehem. Färberei                    | Ehem. Färberei                                                                   | Steinweg 28 LageFlur: 12, Flurstück: 227/4                                      | | 1858                   | 66305 DDB  |
| weitere Bilder                    |                                                                                  | Steinweg 30 LageFlur: 12, Flurstück: 227/2                                      | | 1898                   | 66307 DDB  |
| Gartenhaus                        | Gartenhaus                                                                       | Umgehungsstraße 28 LageFlur: 2, Flurstück: 111/1                                | | 1795 bis 1805          | 66309 DDB  |
| Sachteil Fachwerkgeschoss         | Sachteil Fachwerkgeschoss                                                        | Vogelsbergstraße 15 LageFlur: 1, Flurstück: 1112/3                              | | 1792                   | 66311 DDB  |
|                                   |                                                                                  | Vogelsbergstraße 18 LageFlur: 1, Flurstück: 1073/5                              | | 1895 bis 1905          | 66313 DDB  |
| Bild gesucht BW                   | Ehem. TextilfachschuleSachteil Wandbild im Treppenhaus                           | Vogelsbergstraße 25 LageFlur: 13, Flurstück: 27/2                               | | 1910                   | 66315 DDB  |
| weitere Bilder                    |                                                                                  | Vogelsbergstraße 31 LageFlur: 13, Flurstück: 183/1                              | | 1895                   | 66317 DDB  |
|                                   |                                                                                  | Vogelsbergstraße 35 LageFlur: 13, Flurstück: 184                                | | 1902                   | 66319 DDB  |
| weitere Bilder                    | Ehem. Casino                                                                     | Vogelsbergstraße 36 LageFlur: 12, Flurstück: 215/6                              | | 1846                   | 66321 DDB  |
| weitere Bilder                    |                                                                                  | Vogelsbergstraße 40 LageFlur: 12, Flurstück: 214/14                             | | 1856                   | 66323 DDB  |
| weitere Bilder                    |                                                                                  | Vogelsbergstraße 41 LageFlur: 13, Flurstück: 185/3                              | | 1901                   | 66325 DDB  |
| weitere Bilder                    |                                                                                  | Vogelsbergstraße 42 LageFlur: 12, Flurstück: 213/7                              | | 1907                   | 66327 DDB  |
| weitere Bilder                    |                                                                                  | Vogelsbergstraße 43 LageFlur: 13, Flurstück: 186/1                              | | 1922                   | 66329 DDB  |
| weitere Bilder                    | Adolf-Spieß-Halle                                                                | Vogelsbergstraße 56 LageFlur: 12, Flurstück: 162/4                              | | 1862                   | 66331 DDB  |
| weitere Bilder                    |                                                                                  | Vogelsbergstraße 57 LageFlur: 13, Flurstück: 194                                | | 1908                   | 66333 DDB  |
| weitere Bilder                    |                                                                                  | Vogelsbergstraße 59 LageFlur: 13, Flurstück: 203/4                              | | 1911                   | 66335 DDB  |
| weitere Bilder                    |                                                                                  | Vogelsbergstraße 60 LageFlur: 12, Flurstück: 159                                | | 1901                   | 66337 DDB  |
|                                   |                                                                                  | Vogelsbergstraße 71 LageFlur: 13, Flurstück: 208/4                              | | 1906                   | 66339 DDB  |
|                                   |                                                                                  | Vogelsbergstraße 84 LageFlur: 12, Flurstück: 146/1                              | | 1901                   | 66341 DDB  |